# Evangeličanska teološka fakulteta v Münchnu
Evangeličanska teološka fakulteta v Münchnu (nemško Evangelisch-Theologische Fakultät) je fakulteta, ki deluje v okviru Univerze v Münchnu in je bila ustanovljena leta 1967.
Trenutni dekan je Christoph Levin.